# Aleksandr L'vovič Naryškin (ciambellano)
Aleksandr L'vovič Naryškin (14 aprile 1760 – Parigi, 21 gennaio 1826) è stato un nobile russo.

## Biografia
Era il figlio di Lev Aleksandrovič Naryškin, e di sua moglie, Marija Osipovna Zakrevskaja, nipote di Kirill Grigor'evič Razumovskij.

## Carriera
Dopo aver ricevuto un'educazione privata, viaggiò per molto tempo in giro per l'Europa. Al suo ritornò entrò a far parte del Reggimento Izmajlovskij, dove raggiunse il grado di tenente capitano.
Nel 1778 gli fu conferito il grado di Gentiluomo da camera e successivamente costruì la sua carriera a corte. Accompagnò Caterina II nel suo viaggio a Mogilev. Nel 1785 fu promosso ciambellano. Alla fine del regno di Caterina II, fece amicizia con l'erede al trono, il granduca Paolo, che causò il dispiacere dell'imperatrice.
Dopo l'ascesa al trono di Paolo I nel 1797, gli fu conferita la carica di maresciallo in capo.
Nel 1799 fu nominato direttore dei Teatri Imperiali. Nel 1812 divenne membro di un comitato speciale incaricato di gestire tutti i teatri di San Pietroburgo e Mosca. Nel 1815 accompagnò l'imperatrice Elizaveta Alekseevna nel suo viaggio al Congresso di Vienna.
Successivamente visse a lungo all'estero e nel 1818 a Firenze fu nominato cancelliere degli ordini russi.
Nel 1819 si dimise dalla carica di direttore dei Teatri Imperiali. Era un membro onorario dell'Accademia imperiale delle arti ed era il capo provinciale della nobiltà di San Pietroburgo.
Dopo diverse generazioni dei Naryškin, Aleksandr L'vovič era conosciuto come un bon vivant e un epicureo. Al maniero sul mare Bellevue, ha ospitato l'intera società di San Pietroburgo, incluso Alessandro I. Nel libro "Ten Years of Exile", che descrive i concerti di musica per corno alla dacia di Naryškin, Madame de Staël ha definito il proprietario "un uomo amabile e cortese", ma incline a cercare intrattenimento non nei libri, ma in una compagnia rumorosa: circondato da 20 persone, si immagina in un "isolamento filosofico". Nonostante la sua ricchezza, rimaneva sempre senza soldi e gravato da debiti.
Aveva ereditato dal padre un senso dell'umorismo tagliente. Scherzava anche quando gli altri non erano all'altezza di ridere: ad esempio, durante l'incendio del Teatro Bol'šoj nel 1811.

## Matrimonio
Sposò, il 29 gennaio 1783, Marija Alekseevna Senjavina (9 marzo 1762-30 dicembre 1822), figlia dell'ammiraglio Aleksej Naumovič Senjavin. Ebbero quattro figli:
- Lev (1785-1846), sposò Olga Potocka, ebbero una figlia;
- Elena Aleksandrovna (1785-1855), sposò in prime nozze Arkadij Suvorov, ebbero quattro figli, sposò in seconde nozze Vasilij Golicyn, non ebbero figli;
- Kirill Aleksandrovič (1786-1838), sposò Marija Jakovlevna Lobanova-Rostovskaja, ebbero quattro figli;
- Marija Aleksandrovna (?-1800).

## Morte
Morì il 21 gennaio 1826 a Parigi di idropisia. Fu sepolto nella chiesa dello Spirito Santo nell'Alexander Nevsky Lavra accanto a sua moglie.